# V Gruis
V Gruis är en förmörkelsevariabel av W Ursae Majoris-typ (EW/KW) i stjärnbilden Tranan. 
Stjärnan varierar mellan fotografisk magnitud +9,5 och 9,8 med en period av 0,4834455 dygn eller 11,60269 timmar.